# Guilherme Montagu, 1.º Conde de Salisbury
Guilherme Montagu (em inglês: William Montagu), apelidado de Montacute, 1º Conde de Salisbury, 3.º Barão Montagu, Rei do Man (1301 - 30 de janeiro de 1344) foi um nobre inglês e servo leal do rei Eduardo III (r. 1327–1377). Filho de Guilherme Montagu, 2.º Barão Montagu, entrou para a casa real muito jovem e tornou-se companheiro próximo do jovem Eduardo. O relacionamento continuou depois que Eduardo foi coroado rei após a deposição de Eduardo II em 1327. Em 1330, Montagu foi um dos principais cúmplices de Eduardo no golpe contra Rogério Mortimer, que até então atuava como protetor do rei.
Nos anos seguintes, Montagu serviu ao rei em várias funções, principalmente nas Guerras Escocesas. Foi ricamente recompensado e, entre outras coisas, recebeu o senhorio da ilha de Man. Em 1337, foi nomeado conde de Salisbúria, e recebeu uma renda anual de 1000 marcos para acompanhar o título. Serviu no continente nos primeiros anos da Guerra dos Cem Anos, mas em 1340 foi capturado pelos franceses e, em troca de sua liberdade, teve que prometer nunca mais lutar na França. Morreu de ferimentos sofridos em um torneio no início de 1344.
Diz a lenda que a esposa de Montagu, Catarina, foi estuprada por Eduardo III, mas essa história quase certamente é propaganda francesa. Guilherme e Catherine tiveram seis filhos, a maioria dos quais se casou com a nobreza. Historiadores modernos têm chamado Guilherme Montague "o amigo pessoal mais íntimo" de Eduardo e "a principal influência por trás do trono desde a queda de Mortimer em 1330 até sua própria morte em 1344".

## Antecedentes familiares
Guilherme Montagu, nascido em Cassington, em 1301, era o segundo filho mais velho sobrevivente de Guilherme Montagu, 2.º Barão Montagu, e Isabel de Monforte, Baronesa Montagu, filha de Pedro de Monforte de Beaudesert. e Matilda de la Mare. A família Montagu, uma família de West Country com raízes que remontam à Conquista, possuía extensas terras em Somerset, Dorset e Devon. O pai, Guilherme Montagu, se destacou nas Guerras Escocesas durante o reinado de Eduardo I e serviu como mordomo da casa de Eduardo II. Alguns membros da nobreza, incluindo Tomás de Lancastre, viam Montagu com suspeita, como um membro de um partido da corte com influência indevida sobre o rei. Por isso foi enviado à Aquitânia para servir como senescal, onde morreu em 18 de outubro de 1319. Mesmo tendo se sentado no parlamento como um barão, o segundo lorde Montagu nunca subiu acima de um nível de importância puramente regional.

## Carreira inicial
O jovem Guilherme ainda era menor no momento da morte de seu pai, e entrou para a casa real como tutelado do rei em 1320. Em 21 de fevereiro de 1323, recebeu as terras e o título de seu pai. Seu serviço a Eduardo II o levou ao exterior para o continente em 1320 e 1325. Em 1326, foi nomeado cavaleiro. Após a deposição do rei em 1327, Montagu continuou a serviço do filho de Eduardo, Eduardo III. Ajudou o novo rei a repelir a invasão escocesa de 1327, e foi feito cavaleiro baronete em 1328. Montagu teve um relacionamento próximo com Eduardo III, e o acompanhou no exterior em uma missão diplomática em 1329. Nesse mesmo ano foi enviado em uma embaixada para negociar uma aliança matrimonial com o rei Filipe VI da França. Sua tarefa mais importante, no entanto, veio em conexão com uma missão ao papado em Avinhão. O jovem rei - junto com seu governo - estava sob o domínio de sua mãe Isabel e seu amante Rogério Mortimer, que havia sido responsável pela deposição do pai do rei. Montagu explicou a situação do rei, e o papa João XXII pediu um sinal especial que lhe assegurasse que estava lidando com o rei pessoalmente. Após o retorno de Montagu, Ricardo de Bury, guardião do Selo Privado, escreveu para informar ao papa que apenas as cartas contendo as palavras pater sancte (pai santo), na caligrafia de Eduardo, eram de fato do rei. Apenas Eduardo, Bury e Montagu fizeram parte do esquema.

## Golpe contra Mortimer
Quando Mortimer descobriu a conspiração contra ele, Montagu foi levado para interrogatório – junto com o rei – mas não revelou nada. Posteriormente, supostamente aconselhou Eduardo a agir contra seu protetor, porque "era melhor que comessem o cachorro do que que o cachorro os comesse". Em 19 de outubro de 1330, enquanto Mortimer e Isabel estavam entrincheirados no Castelo de Nottingham, o policial do castelo mostrou a Montagu uma entrada secreta através de um túnel. Junto com Guilherme de Bohun, Roberto Ufford, João Neville e outros, entrou no castelo, onde se encontrou com o rei. Uma briga curta se seguiu antes que Mortimer fosse capturado. A rainha invadiu a câmara gritando "Bom filho, tenha piedade do nobre Mortimer". Eduardo não obedeceu aos desejos de sua mãe, e algumas semanas depois Mortimer foi executado por traição em Londres. Como recompensa por sua participação no golpe, Montagu recebeu terras no valor de £ 1 000, incluindo o senhorio galês de Denbigh que pertencia a Mortimer. Sua família também se beneficiou; seu irmão Simão Montacute tornou-se bispo de Worcester e mais tarde de Ely. Outro irmão, Eduardo Montagu, 1.º Barão Montagu, casou-se com Alice de Norfolque, co-herdeira de Tomás de Brotherton, 1.º Conde de Norfolque.

## Serviço sob Eduardo III
Nos próximos anos, Montagu atuou como o companheiro mais próximo de Eduardo. Em abril de 1331, os dois fizeram uma expedição secreta à França, disfarçados de mercadores para não serem reconhecidos. Em setembro do mesmo ano, Montagu realizou um torneio em Cheapside, onde ele e o rei foram fantasiados de tártaros. De 1333 em diante, Montagu esteve profundamente engajado nas Guerras Escocesas e se destacou no Cerco de Berwick e na Batalha de Halidon Hill. Foi após este evento que seu senhorio sobre a Ilha de Man foi reconhecido, um direito que detinha de seu avô. Em fevereiro de 1334, Montagu foi enviado em comissão a Edimburgo para exigir a homenagem de Eduardo Balliol a Eduardo III. Na grande campanha de verão de 1335, foi Montagu quem forneceu o maior contingente inglês, com 180 homens de armas e 136 arqueiros. Foi bem recompensado por suas contribuições: depois que Balliol cedeu as Terras Baixas, Montagu recebeu o condado de Peeblesshire. Também foi autorizado a comprar a tutela do filho de Rogério Mortimer, Rogério, por mil marcos, um negócio que acabou sendo muito lucrativo para Montagu. Neste ponto, no entanto, a sorte estava mudando para os ingleses na Escócia. Montagu fez campanha no norte novamente em 1337, mas o Cerco de Dunbar em 1338 contra Inês, Condessa de Dunbar e Alexandre Ramsay de Dalhousie fracassou.

## Guerra dos 100 Anos
Montagu foi feito Conde de Salisbúria em 16 de março de 1337. Esta foi uma das seis promoções condais que Eduardo III fez naquele dia, em preparação para o que se tornaria a Guerra dos Cem Anos. Para permitir que Montagu sustentasse seu novo estatuto, o rei lhe concedeu terras e aluguel no valor de mil marcos por ano. O dinheiro foi fornecido pelos estanários reais da Cornualha. Um poema contemporâneo fala de um voto feito pelo conde às vésperas das guerras – ele não abriria um dos olhos enquanto lutava na França. A história é provavelmente uma sátira; a verdade é que Montagu já havia perdido o uso de um de seus olhos em um torneio.[a]
Em abril de 1337, Montagu foi nomeado para uma comissão diplomática em Valenciennes, para estabelecer alianças com Flandres e os príncipes alemães. Em julho de 1338, acompanhou o rei em outra missão ao continente, novamente fornecendo o maior número de soldados, com 123 homens de armas e 50 arqueiros. Em setembro daquele ano foi feito marechal da Inglaterra. Após a morte de Tomás de Brotherton, Conde de Norfolque, este cargo passou para as mãos da filha de Norfolque, Margarida. O rei não confiou o cargo ao marido dela, então decidiu concedê-lo ao seu companheiro de confiança, Montagu. A política de construção de alianças de Eduardo o colocou em grande dívida, e quando deixou os Países Baixos para retornar à Inglaterra no final de 1338, Salisbúria teve que ficar para trás como fiador dos devedores do rei, junto com a família do rei e o conde de Derby. O conde já havia manifestado preocupações sobre as alianças caras, mas mesmo assim permaneceu leal à estratégia do rei.
Enquanto Eduardo estava fora, Salisbúria foi capturado pelos franceses em Lille em abril de 1340 e preso em Paris. Alegadamente, o rei Filipe VI da França queria executar Salisbúria e Roberto Ufford, conde de Sufolque, que foi capturado com ele. Filipe foi, no entanto, dissuadido por João da Boêmia, que argumentou que os condes poderiam ser úteis em uma troca, caso algum nobre francês fosse capturado. Embora libertado em liberdade condicional em setembro, não foi até maio de 1342 que chegou a um acordo final com os franceses. Salisbúria foi libertado em uma troca de prisioneiros, mas apenas com a condição de nunca mais lutar na França.

## Anos finais
Salisbúria há muito se frustrava com o fracasso do governo da Inglaterra em fornecer fundos suficientes para o esforço de guerra. Em seu retorno, no entanto, desempenhou pouco papel no conflito de 1341 entre o rei Eduardo e o chanceler João de Stratford. Em maio daquele ano, foi nomeado para um comitê para ouvir as acusações do rei contra Stratford, mas pouco veio disso. Em 1342–43, lutou com Roberto de Artois na Guerra da Sucessão Bretã, e em 1343 ajudou a negociar a Trégua de Malestroit. Provavelmente foi algum tempo depois disso que fez valer sua reivindicação na Ilha de Man, conquistando a ilha que até então era ocupada pelos escoceses.
Sua última comissão internacional ocorreu no final de 1343, quando acompanhou Henrique de Grosmont, Conde de Derby, em uma missão diplomática a Castela. No início de 1344 estava de volta à Inglaterra, onde participou de um grande torneio em Windsor. Foi durante este torneio, segundo o cronista Adam Murimuth, que recebeu ferimentos que seriam fatais. Salisbúria morreu em 30 de janeiro de 1344. Foi enterrado na Prioria de Bisham em Berkshire, ao lado de sua casa, Bisham Manor. Ele mesmo fundou o priorado em 1337, em sua elevação ao condado.

## Família
Em ou antes de 1327, Salisbúria casou-se com Catarina, filha de Guilherme Grandison, 1.º Barão Grandison. Duas histórias anedóticas giram em torno de Catarina Montagu; em um é identificada como a "Condessa de Salisbúria" de cuja liga baixada Eduardo III nomeou a Ordem da Jarreteira. Na outra, Eduardo III apaixona-se pela condessa e arranja para ficar a sós com ela para a poder violar. Nenhuma das histórias é apoiada por evidências contemporâneas, e a última quase certamente é um produto da propaganda francesa.
Guilherme e Catarina tiveram seis filhos, a maioria dos quais fez combinações muito afortunadas com outros membros da nobreza. O primeiro conde de Salisbúria fez enormes acréscimos à fortuna da família; no momento da morte de seu pai, as terras foram avaliadas em pouco mais de £ 300. Em 1344, apenas a renda anual das terras foi estimada em mais de £ 2 300, Eduardo também estava livre com a concessão de franquias a Salisbúria, incluindo o retorno de mandados, que davam ao conde autoridade em suas terras normalmente mantidas pelo xerife nomeado pela realeza. O filho mais velho de Salisbúria, Guilherme, sucedeu seu pai em julho de 1349, ainda menor de idade, como Guilherme Montagu, 2.º Conde de Salisbury. O jovem Guilherme foi um dos membros fundadores da Ordem da Jarreteira, mas nunca desfrutou do mesmo favor com o rei que seu pai.
Os filhos de William e Catherine foram os seguintes:
- Isabel Montagu, morreu em 1359; casou-se primeiro com Hugo le Despencer, Barão le Despencer antes de 27 de abril de 1341 e então com Guido de Brian, 4.º Barão Brian depois de 1349.
- Guilherme Montacute, 2.º Conde de Salisbúria, nascido em 1328, falecido em 1397, sucedeu seu pai em 11 de junho de 1349.[34]
- Sibila Montagu, casou-se com Edmundo FitzAlan, Knt., filho mais velho de Ricardo Fitzalan, 3.º Conde de Arundel.
- João Montagu, 1.º Barão Montagu, nascido em 1330, falecido em 1390, pai de João Montagu, 3.º Conde de Salisbúria.
- Filipa Montagu, nascida em 1332, falecida em 1381, casou-se com Rogério Mortimer, 2.º Conde de March.
- Inês Montagu, contratada para se casar com João, filho mais velho de Rogério Grey, 1.º Barão Gray de Ruthyn.
- Alice Montagu, casou-se com Raul Daubeney, filho de Elias Daubeney, 1.º Barão Daubeney. (Isso pode ser um erro).